# Фай (буква)
Ϥ, ϥ (фай, копт. ϥⲁⲓ, также фей, копт. ϥⲉⲓ) — двадцать седьмая буква коптского алфавита, обозначающая звук [f]. Происходит из демотического письма.

## Использование
Происходит от демотического знака , который, в свою очередь, является скорописным вариантом иероглифа 
| I9 |

f.
И в саидском диалекте, и в бохайрском диалекте передаёт звук [f]. Иногда появляется вместо ⲃ.